# Уинчелл, Александр
Александр Уинчелл (англ. Alexander Winchell; 31 декабря 1824, Норд-Ист, округ Датчесс штата Нью-Йорк, США — 19 февраля 1891, Анн-Арбор, штат Мичиган, США) — американский геолог, зоолог и ботаник. Педагог, профессор.

## Биография

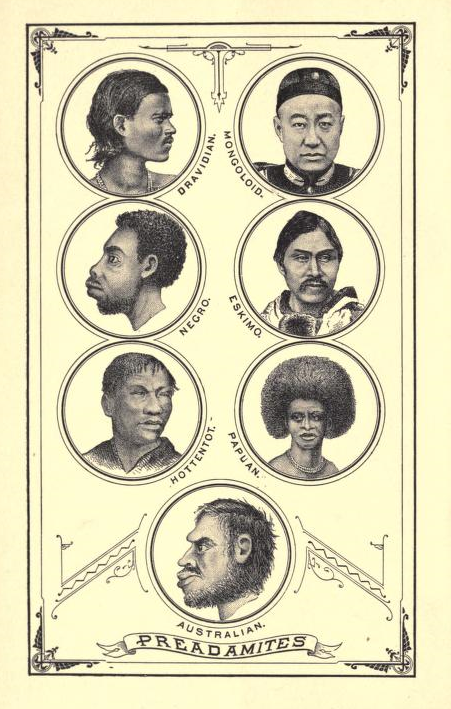
Преадамиты из книги Александра Уинчелла, 1888

После окончания в 1847 году Уэслианского университета, несколько лет учительствовал.
в 1853 году стал президентом Масонского университета в Сельме, штат Алабама.
Затем читал лекции в Мичиганском университете, где в 1853—1855 годы был профессором физики и гражданского строительства, а в 1855—1872 годы — профессором, заведующим кафедрой геологии, ботаники и зоологии Мичиганского университета.
С 1873 по 1874 г. был первым канцлером Сиракузского университета (г. Сиракьюс, штат Нью-Йорк).
Затем, преподавал биологию и зоологию в Университете Вандербильта (1875—1878). Его взгляды на эволюцию, выраженные в книге «Адамиты и Преадамиты: или Популярная дискуссия» («Adamites and Preadamites: or, A Popular Discussion», 1878), противоречили политике администрации университета, так как расходились с библейским учением. А. Уинчелл вынужден был уйти в отставку.
В 1879 году вернулся в Мичиганский университет, где до конца жизни был профессором геологии и палеонтологии.
В 1859—1861 и 1869—1871 годы — государственный геолог Мичигана, руководил Геологической службой штата Мичиган. Занимался геологическими обследованиями, в частности, в верхней части долины Миссисипи, подготовил и опубликовал геологическую карту штата.
В 1867 году А. Уинчелл стал почётным доктором Уэслианского университета. В 1891 году избран президентом Геологического общества Америки.
Автор более 250 книг в области геологии, эволюции, палеонтологии.
Сторонник теистического эволюционизма. В своих работах пытался примирить религиозную доктрину с данными, полученными от естественных наук. В книге «Адамиты и Преадамиты: или Популярная дискуссия» («Adamites and Preadamites: or, A Popular Discussion», 1878) утверждал, что представители негроидной расы — преадамиты, то есть они не являются потомками Адама — европеоидной расы и существовали на земле задолго до него.

## Избранные труды
- Sketches of Creation
- The Doctrine of Evolution
- The Geology of the Stars
- Reconciliation of Science and Religion
- Preadamites Or, a Demonstration of the Existence of Men before Adam
- Sparks from a Geologist’s Hammer
- World-Life: a Comparative Geology
- Geological Excursions
- Geological Studies
- Proof of Negro inferiority

## Память
Его именем назван пик Маунт Уинчелл горной системы Сьерра-Невада.